# Piretite
La piretite è un minerale.